# Mesogonia evansi
Mesogonia evansi är en insektsart som beskrevs av Young 1977. Mesogonia evansi ingår i släktet Mesogonia och familjen dvärgstritar. Inga underarter finns listade i Catalogue of Life.